# 藤子・F・不二雄 SF短編ドラマ
『藤子・F・不二雄 SF短編ドラマ』（ふじこ エフ ふじお エスエフたんぺんドラマ）は、藤子・F・不二雄のSF漫画を原作とするテレビドラマシリーズ。
『ドラえもん』『パーマン』など、児童漫画の名作の数々を送り出してきた藤子・F・不二雄が、一般向け雑誌を中心に発表した110以上のSF短編から実写テレビドラマ化されている。
2023年4月9日から4月30日までSeason1前期7作品が、同年6月4日から6月11日までSeason1後期3作品がBSプレミアムおよびNHK BS4Kにて放送された。15分×12回。
2023年5月29日から6月8日までSeason1の前期7作品が、同年12月11日から12月14日までSeason1の後期2作品が地上波のNHK総合「夜ドラ」枠で放送された。
2024年4月7日から5月26日まで、Season2がNHK BSプレミアム4KおよびNHK BSにて放送された。同年12月2日から12月16日まで地上波のNHK総合「夜ドラ」枠で放送された。
2025年3月25日から3月27日まで、Season3がNHK BSプレミアム4Kにて放送された。また、全12回のうち6回が同年4月3日からNHK BSでも放送。同年6月9日から6月12日まで地上波のNHK総合「夜ドラ」枠で放送された。残る6回は同年6月26日からNHK BSで放送された。同年8月25日から、地上波のNHK総合「夜ドラ」枠でも放送予定。

## 作品一覧と放送日

### Season1（放送日）
| 放送日       | 放送日        | 作品名               | 脚本       | 演出       | 主な出演者                                            | 備考     |
| BS           | 地上波        | 作品名               | 脚本       | 演出       | 主な出演者                                            | 備考     |
| ------------ | ------------- | -------------------- | ---------- | ---------- | ----------------------------------------------------- | -------- |
| 2023年4月9日 | 2023年5月29日 | おれ、夕子           | 山戸結希   | 山戸結希   | 鈴木福 田牧そら 柴崎楓雅 山本耕史                     |          |
| 2023年4月9日 | 5月30日       | メフィスト惨歌       | 宇野丈良   | 宇野丈良   | 又吉直樹 鈴木杏 遠藤憲一                              |          |
| 4月16日      | 5月31日       | 定年退食             | 宇野丈良   | 宇野丈良   | 加藤茶 井上順                                         |          |
| 4月16日      | 6月01日       | テレパ椎             | 本多アシタ | 倉本美津留 | 水上恒司                                              |          |
| 4月23日      | 6月05日       | 昨日のおれは今日の敵 | 家次勲     | 家次勲     | 塚地武雅                                              |          |
| 4月23日      | 6月06日       | 親子とりかえばや     | 松本壮史   | 松本壮史   | 青木柚 吹越満 望月歩                                  |          |
| 4月30日      | 6月07日       | 流血鬼               | 有働佳史   | 有働佳史   | 金子大地 堀田真由 加藤清史郎                          | [ 注 2 ] |
| 4月30日      | 6月08日       | 流血鬼               | 有働佳史   | 有働佳史   | 金子大地 堀田真由 加藤清史郎                          | [ 注 2 ] |
| 6月04日      |               | 箱舟はいっぱい       | 本多アシタ | 本多アシタ | 永山絢斗 袴田吉彦 さとうほなみ 古田新太               |          |
| 6月04日      | 12月11日      | どことなくなんとなく | 江口カン   | 江口カン   | 岡山天音 竜星涼 西野七瀬                              |          |
| 6月11日      | 12月13日      | イヤなイヤなイヤな奴 | 有働佳史   | 有働佳史   | 増田貴久 萩原聖人 野間口徹 浅利陽介 飯島寛騎 竹中直人 | [ 注 2 ] |
| 6月11日      | 12月14日      | イヤなイヤなイヤな奴 | 有働佳史   | 有働佳史   | 増田貴久 萩原聖人 野間口徹 浅利陽介 飯島寛騎 竹中直人 | [ 注 2 ] |

### Season2（放送日）
| 放送日       | 放送日        | 作品名               | 脚本           | 演出           | 主な出演者 | 備考 |
| BS           | 地上波        | 作品名               | 脚本           | 演出           | 主な出演者 | 備考 |
| ------------ | ------------- | -------------------- | -------------- | -------------- | --- | ---- |
| 2024年4月7日 | 2024年12月2日 | 鉄人をひろったよ     | キムラケイサク | キムラケイサク | 風間杜夫 犬山イヌコ 金児憲史 古谷徹（声） |      |
| 4月14日      | 12月5日       | マイシェルター       | 遠竹ミファ     | 遠竹真寛       | 浜野謙太 安達祐実 池村碧彩 かずき 福島リラ モロ師岡 田辺誠一                                                                                    |      |
| 4月21日      | 12月3日       | アン子 大いに怒る    | 山戸結希       | 山戸結希       | 新井美羽 皆川猿時 矢柴俊博 青木崇高 濱津隆之 岩田奏 荻野目洋子                                                                                  |      |
| 4月28日      | 12月9日       | 3万3千平米           | 本多アシタ     | 本多アシタ     | 山寺宏一 峯村リエ 三浦獠太 土田晃之 酒井敏也 関智一 田口浩正 劇団ひとり                                                                         |      |
| 5月5日       | 12月11日      | あいつのタイムマシン | 家次勲         | 家次勲         | 渡辺大知 奥野瑛太 木竜麻生 安井順平 |      |
| 5月12日      | 12月16日      | じじぬき             | 村井敦         | 村井敦         | 泉谷しげる 原田美枝子 マキタスポーツ 池谷のぶえ 窪塚愛流 宮崎莉里沙 般若 今野浩喜 柴田理恵 岩井ジョニ男 永見諒太 ニシダ・コウキ 川崎宗則 平泉成 |      |
| 5月19日      | 12月12日      | 旅人還る             | 宇野丈良       | 宇野丈良       | 森山未來 成海璃子 林原めぐみ（声） 春海四方 嶋田久作                                                                                            |      |
| 5月26日      | 12月4日       | いけにえ             | 倉本美津留     | 倉本美津留     | 一ノ瀬ワタル 松井愛莉 シュウペイ 街裏ぴんく 賀屋壮也 山西惇 板尾創路 斎藤工                                                                     |      |

### Season3（放送日）
| 放送日        | 放送日        | 放送日           | 作品名                       | 脚本           | 演出           | 主な出演者 | 備考     |
| BSP4K         | BS            | 地上波           | 作品名                       | 脚本           | 演出           | 主な出演者 | 備考     |
| ------------- | ------------- | ---------------- | ---------------------------- | -------------- | -------------- | --- | -------- |
| 2025年3月25日 | 2025年4月03日 | 2025年6月09日    | 換身                         | 倉本美津留     | 倉本美津留     | 尾上松也 のん 亮太（シティホテル3号室） 押田（シティホテル3号室） 尾関高文（ザ・ギース） 佐野史郎 六平直政                       |          |
| 2025年3月25日 | 4月10日       | 6月10日          | タイムマシンを作ろう         | 本多アシタ     | 安村栄美       | 市村優汰 蒼井旬 山田真歩 佐戸井けん太 市村正親                                                                                   |          |
| 2025年3月25日 | 4月17日       | 6月11日          | 俺と俺と俺                   | 家次勲         | 家次勲         | 矢本悠馬 尾倉ケント 山崎紘菜 |          |
| 2025年3月25日 | 4月24日       | 6月12日          | ミラクルマン                 | 村井敦         | 村井敦         | 前野朋哉 柄本時生 玉城ティナ 大久保佳代子 新納慎也 大澤幹朗（声） ジェレミー・フォルツ スノー・M ミッキー・カーチス              |          |
| 3月26日       | 5月01日       | 8月25日 〈予定〉 | みどりの守り神               | キムラケイサク | キムラケイサク | 宮沢氷魚 藤﨑ゆみあ 岡﨑克哉 大浦理美恵 仲村トオル                                                                               | [ 注 2 ] |
| 3月26日       | 5月08日       | 8月26日 〈予定〉 | みどりの守り神               | キムラケイサク | キムラケイサク | 宮沢氷魚 藤﨑ゆみあ 岡﨑克哉 大浦理美恵 仲村トオル                                                                               | [ 注 2 ] |
| 3月26日       | 6月26日       | 8月27日 〈予定〉 | 宇宙（そら）からのオトシダマ | 遠竹ミファ     | 遠竹真寛       | 黒川想矢 豊嶋花 釘宮理恵（声） 田中要次 冨手麻妙 佐々木史帆 安藤なつ 青木さやか 細井学 大島蓉子 野村周平                         |          |
| 3月26日       | 7月03日       | 8月28日 〈予定〉 | オヤジ・ロック               | 本多アシタ     | 本多アシタ     | えなりかずき 蓮見翔 深川麻衣 伊藤修子 竹澤咲子 もりももこ 酒井貴士（ザ・マミィ） 児玉頼信 藤咲舞 藤田匠 西出結 馬場應吏 ウラシマ |          |
| 3月27日       | 7月10日       | 9月01日 〈予定〉 | 異人アンドロ氏               | 宇野丈良       | 宇野丈良       | 中村倫也 中尾明慶 平野綾 飯尾和樹 佳久創 中山求一郎 斉藤暁 木村祐一 ディーン・フジオカ                                           |          |
| 3月27日       | 7月17日       | 9月02日 〈予定〉 | マイロボット                 | 本多アシタ     | 浅井一仁       | 大西利空 原菜乃華 石塚陸翔 山口森広 遠藤久美子 井上里奈（声） 中島歩                                                             |          |
| 3月27日       | 7月24日       | 9月03日 〈予定〉 | 分岐点                       | 本多アシタ     | 本多アシタ     | 大谷亮平 美村里江 橋本マナミ 永瀬矢紘 泉谷星奈 前田登（はりけ〜んず） 新井義幸（はりけ〜んず） 藤井アキト 小手伸也               |          |
| 3月27日       | 7月31日       | 9月04日 〈予定〉 | ユメカゲロウ                 | 宇野丈良       | 宇野丈良       | 山時聡真 幸澤沙良 黒田大輔 久保田磨希 伊武雅刀 向井理                                                                            |          |

## 全話共通スタッフ
- 原作 - 藤子・F・不二雄
- 制作 - NHKエンタープライズ[1]
- 制作・著作 - NHK
- 制作統括
  - 古屋吉雄（NHK）[1]
  - 川崎直子（NHKエンタープライズ）[1]
  - 上田勝巳（ライツ）[1]
- 総合監修 - 倉本美津留（ニンポップ）
- シリーズ構成 - 本多アシタ（ニンポップ）
- ラインプロデューサー
  - 山本信幸
  - 佐藤大智
- アソシエイトプロデューサー - 小林泰子
- キャスティングプロデューサー - 高柳亮博
- 音響効果 - 阿部真也
- CG - 石川武
- 美術プロデューサー - 大倉謙介
- 装飾
  - 錦織洋史
  - 中島将文
- 大道具製作 - 永井武
- 衣装 - 宮本茉莉
- 衣装助手
  - 阿部公美
  - 石原南海
- デジタル展開
  - 榎本祐大
  - 田中寛　
  - 鈴木はるこ
  - 前田貢平
  - 森梢　
  - 日比藍子
- NHKPR - 古閑久美子
- 制作デスク - 渡邉圭子
- 広報
  - 五十君康司　
  - 佐藤圭一

＜オープニング＞
- 演出 - 松本壮史
- 構成 - 本多アシタ
- 音楽 - 窪田渡
- 撮影 - 清水絵里加
- 撮影助手 - 竹迫努
- 照明 - オカザキユウヤ
- 照明助手
  - 森延之輔
  - 村原孝麿
- 美術 - 加藤小雪
- 美術進行 - 北澤岳雄
- カラーグレーディング - 石原泰隆
- プロダクションマネージャー - 佐藤大智

＜エンディング＞
- 曲名 :「SF」
- 歌 - フューちゃん
- 演出・作詞 - 本多アシタ
- 作曲 - 倉本美津留
- 編曲 - 窪田渡
- アニメーション - ひらのりょう
- プロダクションマネージャー - 佐藤大智

## 作品詳細

### Season1

#### おれ、夕子
キャスト
- 佐藤弘和 - 鈴木福
- 鈴木夕子 - 田牧そら（幼少期：池村碧彩）
- 苅野勉吉 - 柴崎楓雅
- 夕子の母 - 藤井夏恋
- 夕子の父 - 山本耕史

スタッフ
- 脚本・演出 - 山戸結希

#### メフィスト惨歌
キャスト
- 高木健 - 又吉直樹
- 瀬川ユリ - 鈴木杏
- メフィスト - 遠藤憲一
- 高級車の男 - 武内駿輔
- ラーメン屋 - 渡辺哲
- 大家 - 大方斐紗子
- メフィスト上司 - 大和田伸也

スタッフ
- 脚本・演出 - 宇野丈良

#### 定年退食
キャスト
- おじいさん - 加藤茶
- 吹山 - 井上順
- 息子 - 山崎潤
- 息子の妻 - 原扶貴子
- 吹山の息子 - 池田鉄洋
- 吹山の孫 - 中山翔貴
- 吹山の孫の彼女 - 白鳥沙良
- 役所課長 - 神谷圭介
- 窓口係A - 吉田正幸
- 窓口係B - 小出圭祐
- 歌のおねえさん - 上原りさ
- キャスター - 山崎あみ
- アナウンサー - 三ツ矢雄二
- 奈良山首相 - ベンガル
- 老人 - 高木ブー

スタッフ
- 脚本・演出 - 宇野丈良

#### テレパ椎
キャスト
- 鳥留梨男 - 水上恒司
- 与脇 - 坂口涼太郎
- 与脇の妻 - 北香那
- 鳥留栗男 - 岡崎体育
- 桃絵 - 富田望生
- 編集長 - やついいちろう

スタッフ
- 脚本 - 本多アシタ
- 演出 - 倉本美津留

#### 昨日のおれは今日の敵
キャスト
- 漫画家 - 塚地武雅
- 石田 - 高橋努
- 助手 - アベラヒデノブ
- 新婚妻 - 宮下かな子
- 新婚夫 - 本多力

スタッフ
- 脚本・演出 - 家次勲

#### 親子とりかえばや
キャスト
- 相良甚六 - 青木柚
- 相良鉄男 - 吹越満
- 春子 - 横田真悠
- 亀田佐吉 - 望月歩
- 相良和代 - 宮田早苗
- スナックのママ - 霧島れいか

スタッフ
- 脚本・演出 - 松本壮史

#### 流血鬼
キャスト
- 青年A - 金子大地
- 少女A - 堀田真由
- 青年B - 加藤清史郎
- 青年C - 福山翔大
- 宮川一朗太
- 父 - 宮崎吐夢
- 母 - 片岡礼子

スタッフ
- 脚本・演出 - 有働佳史

#### 箱舟はいっぱい
キャスト
- 大山 - 永山絢斗
- 細川 - 袴田吉彦
- 大山の妻 - さとうほなみ
- 秘書 - 神尾佑
- 友人A - 福徳秀介（ジャルジャル）
- 友人B - 後藤淳平（ジャルジャル）
- 大山の息子 - 岩川晴
- 細川の妻 - 上野なつひ
- 細川の息子 - 加藤斗真
- 友人Bの妻 - 中西美帆
- 友人Bの娘 - 志水心音
- アナウンサー - 加納有沙
- コメンテーター - 佐藤貴史
- 番組ホスト - 東野幸治
- 番組ゲスト - 清水ミチコ
- 総理大臣 - 小野武彦
- ノア機構連絡員 - 古田新太

スタッフ
- 脚本・演出 - 本多アシタ

#### どことなくなんとなく
キャスト
- 天地 - 岡山天音
- 友人 - 竜星涼
- 天地の妻 - 西野七瀬
- 天地の息子 - 一平
- 部長 - 岡本ヒロミツ
- 山口 - 江越聖也

スタッフ
- 脚本・演出 - 江口カン

#### イヤなイヤなイヤな奴
キャスト
- ミズモリ、ムック（声） - 増田貴久
- ヒノ - 萩原聖人
- キヤマ - 野間口徹
- ドイ - 浅利陽介
- キンダイチ - 飯島寛騎
- 警官 - 吉田ウーロン太
- 本社社員 - 酒井若菜
- 船長ツキシマ - 竹中直人

スタッフ
- 脚本・演出 - 有働佳史

### Season2

#### 鉄人をひろったよ
キャスト
- 男 - 風間杜夫
- 妻 - 犬山イヌコ
- 傷を負った男 - 金児憲史
- スパイ - リカルド・バルツァリニ、アントワン・シンクレア、ピエトロ・クリスト、鈴木兵太郎
- ナレーション - 古谷徹

スタッフ
- 脚本・演出 - キムラケイサク
- 挿入局「夜間飛行マーチ」- 島秀行

#### マイシェルター
キャスト
- パパ - 浜野謙太
- ママ - 安達祐実
- ユカ - 池村碧彩
- 市郎 - かずき
- 映像の案内人（宇宙人） - 福島リラ
- 店主 - モロ師岡
- 謎の客（宇宙人） - 田辺誠一

スタッフ
- 脚本 - 遠竹ミファ
- 演出 - 遠竹真寛

#### アン子 大いに怒る
キャスト
- アン子 - 新井美羽
- アン子の父 - 皆川猿時
- 宇祖田 - 矢柴俊博
- 黒原 - 青木崇高
- 先生 - 濱津隆之
- 洋二 - 岩田奏
- アン子の母 - 荻野目洋子

スタッフ
- 脚本・演出 - 山戸結希

#### 3万3千平米
キャスト
- 寺主春男 - 山寺宏一
- 寺主の妻 - 峯村リエ
- 寺主一郎 - 三浦獠太
- 同僚 - 土田晃之
- タクシー運転手 - 酒井敏也
- 不動産屋 - 関智一
- 安田 - 田口浩正
- 開発局用地課の男 - 劇団ひとり

スタッフ
- 脚本・演出 - 本多アシタ

#### あいつのタイムマシン
キャスト
- 正男 - 渡辺大知
- 鉄夫 - 奥野瑛太
- みっちゃん - 木竜麻生
- 紺田 - 安井順平

スタッフ
- 脚本・演出 - 家次勲

#### じじぬき
キャスト
- 穴黒厳三 - 泉谷しげる
- 厳三の妻 - 原田美枝子
- 長男 - マキタスポーツ
- 長男の妻 - 池谷のぶえ
- 孝夫 - 窪塚愛流
- 孫娘 - 宮崎莉里沙
- 次郎 - 般若
- 天国の戸籍係 - 今野浩喜
- 婦人 - 柴田理恵
- 医者 - 岩井ジョニ男
- 孝夫の友人 - 永見諒太（10億円）、ニシダ・コウキ（ラランド）
- 剛田選手 - 川崎宗則
- 小東勇之助 - 平泉成

スタッフ
- 脚本・演出 - 村井敦

#### 旅人還る
キャスト
- 旅人 - 森山未來
- 恋人 - 成海璃子
- チクバ - 林原めぐみ（声）
- 議員 - 春海四方
- 総裁 - 嶋田久作

スタッフ
- 脚本・演出 - 宇野丈良

#### いけにえ
キャスト
- 池仁平 - 一ノ瀬ワタル
- ミキ - 松井愛莉
- 黒スーツの男 - シュウペイ、街裏ぴんく、賀屋壮也
- 政府の男 - 山西惇
- 神父 - 板尾創路
- 浅田瓜男 - 斎藤工

スタッフ
- 脚本・演出 - 倉本美津留

### Season3

#### 換身
キャスト
- 海野五郎 - 尾上松也
- 森山みどり - のん
- 子分 - 亮太
- 子分 - 押田
- ウェイター - 尾関高文
- 魔土災炎 - 佐野史郎
- 組長 - 六平直政

スタッフ
- 脚本・演出 - 倉本美津留

#### タイムマシンを作ろう
キャスト
- 松井勝 - 市村優汰
- 杉本 - 蒼井旬
- 松井の母 - 山田真歩
- 未来の杉本 - 佐戸井けん太
- 未来の松井 - 市村正親

スタッフ
- 脚本 - 本多アシタ
- 演出 - 安村栄美

#### 俺と俺と俺
キャスト
- 黒田弘 - 矢本悠馬
- 和子 - 山崎紘菜
- 公園管理課の男 - 尾倉ケント

スタッフ
- 脚本・演出 - 家次勲

#### ミラクルマン
キャスト
- 木関 - 前野朋哉
- 郷里 - 柄本時生
- タカネ - 玉城ティナ
- 同僚 - 大久保佳代子
- 課長 - 新納慎也
- 競馬実況（声） - 大澤幹朗
- 天使 - ジェレミー・フォルツ
- 天使 - スノーM
- 神様 - ミッキー・カーチス

スタッフ
- 脚本・演出 - 村井敦

#### みどりの守り神
キャスト
- 坂口五郎 - 宮沢氷魚
- 深見みどり - 藤崎ゆみあ
- みどりの父 - 岡崎克哉
- みどりの母 - 大浦理美恵
- 白河貴志 - 仲村トオル

スタッフ
- 脚本・演出・VFX - キムラケイサク

#### 宇宙（そら）からのオトシダマ
キャスト
- 平川 - 黒川想矢
- ミッちゃん - 豊嶋花
- タマゴン（声） - 釘宮理恵
- おじさん - 田中要次
- マダム- 大島蓉子
- 警察官 - 細井学
- 御影の愛人- 冨手麻妙
- 御影の愛人 - 佐々木史帆
- 御影の愛人 - 安藤なつ
- 御影の妻 - 青木さやか
- 御影 - 野村周平

スタッフ
- 脚本 - 遠竹ミファ
- 演出 - 遠竹真寛

#### オヤジ・ロック
キャスト
- オヤジ・ロックのセールスマン - えなりかずき
- タイムトラベルトのセールスマン - 蓮見翔
- 団地の住人 - 深川麻衣
- 団地の住人 - 伊藤修子
- 団地の住人 - 児玉頼信
- 団地の住人 - 藤咲舞
- 団地の住人 - 西出結
- 団地の住人 - 馬場應吏
- 団地の住人 - 藤田匠
- 配達員 - ウラシマ
- オヤジ・ロックと暮らす一家 - 酒井貴士
- オヤジ・ロックと暮らす一家 - もりももこ
- オヤジ・ロックと暮らす一家 - 竹澤咲子

スタッフ
- 脚本・演出 - 本多アシタ

#### 異人アンドロ氏
キャスト
- 門梨 - 中村倫也
- 千ちゃん - 中尾明慶
- トンちゃん - 平野綾
- マスター - 飯尾和樹
- デリバリー - 中山求一郎
- 大男 - 佳久創
- 大家 - 斉藤暁
- 浦天堂 剛三 - 木村祐一
- アンドロ - ディーン・フジオカ

スタッフ
- 脚本・演出 - 宇野丈良

#### マイロボット
キャスト
- 富夫 - 大西利空
- リカ - 原菜乃華
- 哲也 - 石塚陸翔
- 富夫の父 - 山口森広
- 富夫の母 - 遠藤久美子
- ゴンべ（声） - 井上里奈
- 坂田 - 中島歩

スタッフ
- 脚本 - 本多アシタ
- 演出 - 浅井一仁

#### 分岐点
キャスト
- 茂手木 - 大谷亮平
- 美津江 - 美村里江
- 紅子 - 橋本マナミ
- 真人 - 永瀬矢紘
- まゆみ - 泉谷星奈
- ゴロツキ - 前田登
- ゴロツキ - 新井義幸
- ゴロツキ - 藤井アキト
- やりなおしコンサルタント - 小手伸也

スタッフ
- 脚本・演出 - 本多アシタ

#### ユメカゲロウ
キャスト
- 深山田精一 - 山時聡真
- 少女 - 幸澤沙良
- 少女の父 - 黒田大輔
- 少女の母 - 久保田磨希
- 深山田喜左衛門 - 伊武雅刀
- 浅野 - 向井理

スタッフ
- 脚本・演出 - 宇野丈良